# Auroroborealia incognita
Auroroborealia incognita — вид іхтіозаврів, що існував у пізньому тріасі (220 млн років тому).

## Скам'янілості
Скам'янілі рештки виду знайдені на острові Котельний у складі Новосибірських островів у морі Лаптєвих. Було знайдено рештки шести особин.

## Опис
Це були невеликі іхтіозаври завдовжки 1-1,5 метра. Вони харчувалися рибою та дрібними кальмарами.